# Спайкер (команда Формули-1)
Команда Spyker F1, відома як Etihad Aldar Spyker F1 Team через спонсорство, була командою Формули-1, яка брала участь у сезоні Формули-1 2007 року з нідерландською ліцензією. Вона була створена компанією Spyker Cars після купівлі команди Midland F1 (раніше Jordan Grand Prix). Зміна назви Spyker супроводжувалась зміною гоночної лівреї з червоного, сірого та білого кольорів, які раніше використовувалися в Midland, на помаранчево-сріблясту схему, яка вже використовувалась на Spyker Spyder GT2-R. Наприкінці сезону 2007 команда була продана та перейменована на Force India.
Команда Spyker F1 була другим конструктором Формули-1, який представляв Нідерланди після Boro Racing, яка змагалася в сезонах 1976 і 1977 років.

## Історія створення
Незважаючи на те, що команда була створена в 2006 році, її коріння можна простежити до 1991 року, коли вона була заснована як Jordan Grand Prix. Команда та обладнання були придбані групою Midland у 2005 році та перейменовані на Midland F1 у 2006 році, а потім були продані Spyker Cars наприкінці сезону 2006 року.

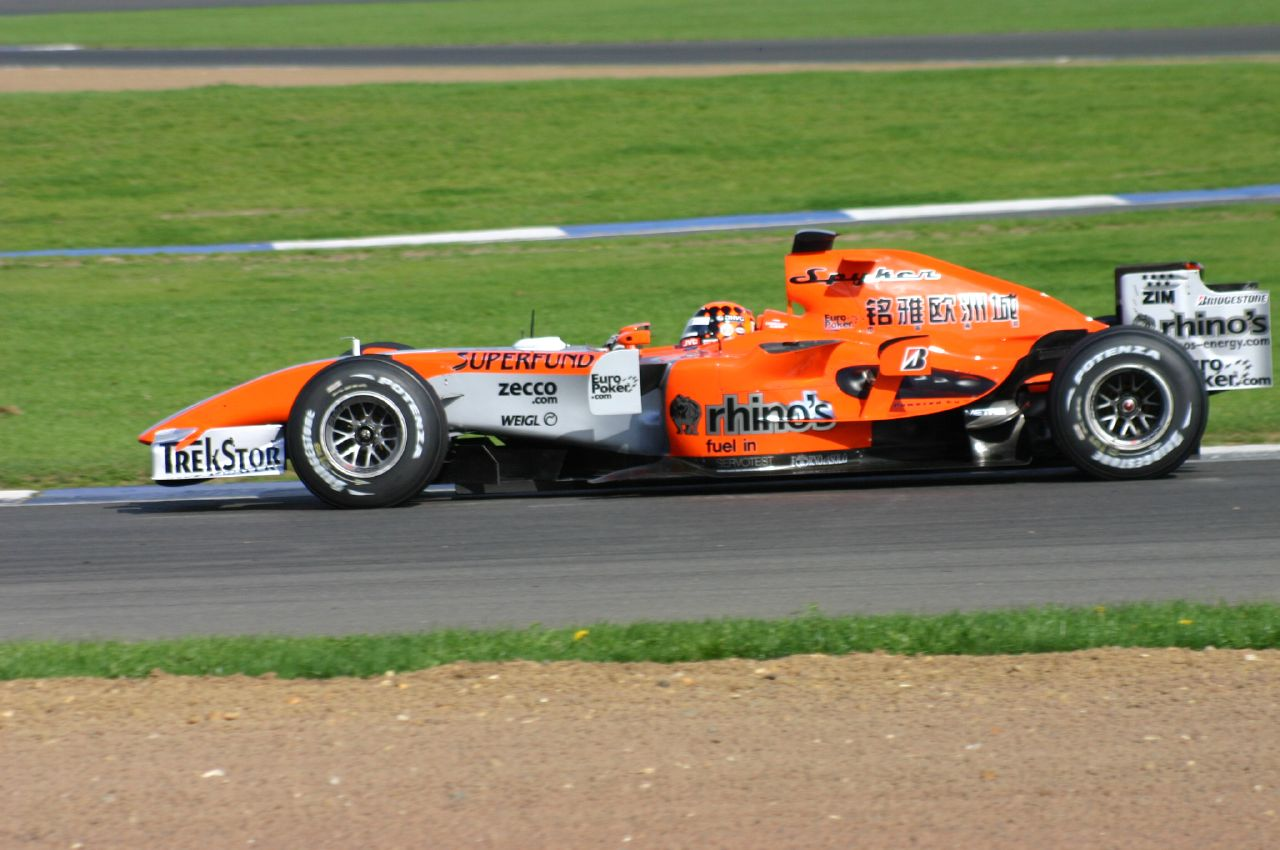
Ліврея Midland M16 після покупки компанією Spyker Cars

Протягом усього сезону в паддоку ходили чутки про можливий продаж команди, менш ніж через два роки після того, як Алекс Шнайдер спочатку купив її в Едді Джордана. Згідно з повідомленнями, ціна становила 128 млн. доларів, і Шнайдер серйозно розглядав можливість продажу. Команди Формули-1 стали дорожчими, оскільки після 2008 року жодна додаткова команда не могла брати участь у зв'язку з тим, що максимум із 12 місць уже було зайнято.
9 вересня 2006 року стало відомо, що команда була продана Spyker Cars, нідерландському виробнику автомобілів ручної збірки. Spyker заплатив за команду 106,6 млн. доларів. 10 вересня коментатори ITV повідомили, що Шнайдер і колишній консультант Джонні Герберт покинули команду після оголошення про продаж.
Колишніх пілотів Midland Крістіяна Альберса та Тіагу Монтейру залишили на останні гонки поточного сезону, а на дебютній гонці Spyker у Китаї було підтверджено, що Альберс залишиться в наступній команді на сезон 2007. У рамках покупки Midland компанією Spyker, боліди отримали оновлену ліврею для останніх трьох гонок 2006 року. Назва команди також змінилася на Spyker MF1 Racing, оскільки правила FIA забороняють змінювати назву команди протягом сезону, але дозволяють додавати назву спонсора на початку назви.

## Сезон 2007
Попередній бос команди Midland, Колін Коллес, залишився керівником команди в 2007 році. Міхіель Мол став новим директором F1 Racing і членом правління Spyker, а Майк Гаскойн став головним технічним директором з кінця сезону 2006 року. У 2007 році команда використовувала двигуни Ferrari 2006 року випуску, замінивши агрегати Toyota, які дісталися команді Williams. Незважаючи на те, що команда залишилася в Великій Британії, було вирішено зареєструватися під нідерландською гоночною ліцензією і команда виступала під нідерландським прапором протягом 2007 року, що відображало нових власників команди.

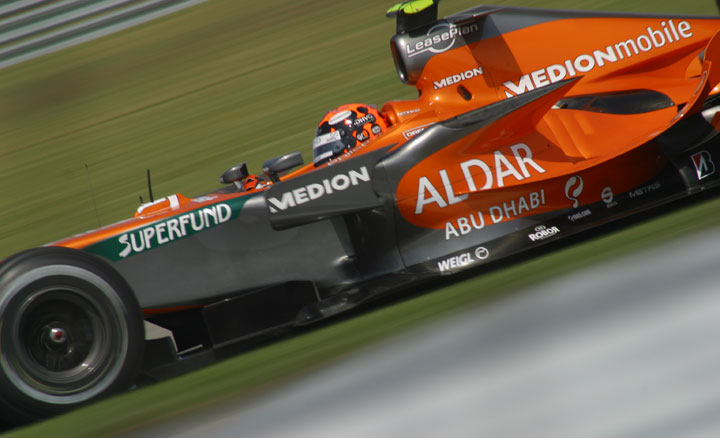
Spyker в новій лівреї 2007 року

На посаду другого гонщика Spyker підписала контракт з одним зі своїх третіх пілотів 2006 року, Адріаном Сутілом, який виступав за команду в 2007 році. Офіційний список учасників FIA на 2007 рік був розміщений на різних веб-сайтах 4 грудня 2006 року, і в списку Spyker F1 Team було призначено номери болідів 20 і 21, але тільки ім'я Крістіяна Альберса було офіційно внесено до списку заявок, другий пілот не був вказаний, оскільки Сутіл на той час не був підтверджений. Однак номери машин були поміняні місцями всередині команди, оскільки Альберс хотів керувати машиною з непарним номером, тому Альберс (а пізніше Вінкельхок і Ямамото) брав участь у гонках під номером 21, а Сутіл під номером 20. Spyker підписали контракт із чотирма тестовими та резервними пілотами на сезон 2007 року: Адріан Валлес, Файруз Фаузі, Гідо ван дер Гарде та Маркус Вінкельгок.
У березні Spyker оголосила про спонсорську угоду з Etihad Airways і Aldar Properties, двома компаніями з Абу-Дабі, Об’єднані Арабські Емірати. Офіційна назва учасника сезону – Etihad Aldar Spyker F1 Team.
10 липня Альберса було звільнено від контракту зі Spyker через брак спонсорських грошей, які мали б фінансувати програму розвитку команди. Мол описав це як "одне з найважчих рішень у моїй кар'єрі". Незважаючи на те, що колишній пілот Red Bull Racing Крістіан Клін брав участь в тестах з командою 12 липня 2007 року, Альберса на Гран-прі Європи 2007 року замінив Вінкельгок.
Під час Гран-прі Європи 2007 року Вінкельгок став єдиним гонщиком, який лідирував у Гран-прі на Spyker завдяки вдалій стратегії вибору шин команди. Однак Вінкельгок не продовжив виступати за команду, оскільки місце пілота дісталося Сакону Ямамото.
У серпні нова B-версія боліду Spyker, яку команда сподівалася використати на Гран-прі Туреччини 2007 року, не пройшла краш-тест, встановлений FIA. Усі автомобілі повинні пройти ці випробування, щоб отримати дозвіл на перегони. Однак через кілька днів було підтверджено, що автомобіль вчасно пройшов краш-тест для участі в Гран-прі Італії.

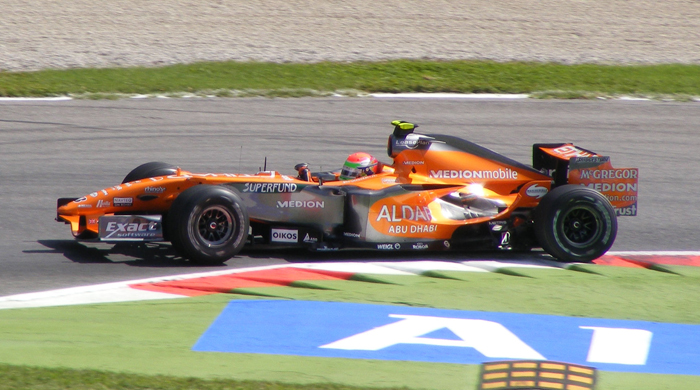
Ямамото за кермом Spyker

30 вересня на Гран-прі Японії 2007 року команда здобула своє перше і єдине очко в чемпіонаті. Сутіл фінішував 9-м на трасі, але його підвищили до 8-ої позиції, коли стюарди після гонки постановили, що Вітантоніо Ліуцці з Toro Rosso обігнав Сутіла під жовтим прапором на 55-му колі. Ліуцці отримав 25-секундний штраф, що перемістило його в фінальній таблиці результаті нижче Сутіла.
14 серпня Spyker Cars оголосила, що їй, можливо, доведеться продати всю команду або її частину через можливе відокремлення команди від материнської компанії. Після схвалення акціонерів Spyker команда була продана консорціуму під назвою «Orange India» на чолі з індійським бізнесменом Віджаєм Малльєю та нідерландським підприємцем (і чинним членом правління) Міхіелем Молом. Малья був присутній на Гран-прі Китаю як власник команди. У сезоні 2008 року команда змінила назву на Force India.

## Результати в Формулі-1
| Рік      | Шасі           | Двигун             | Шини | Пілот             | 1    | 2    | 3   | 4   | 5    | 6    | 7   | 8    | 9    | 10   | 11   | 12  | 13  | 14  | 15  | 16   | 17   | Очки | Місце |
| -------- | -------------- | ------------------ | ---- | ----------------- | ---- | ---- | --- | --- | ---- | ---- | --- | ---- | ---- | ---- | ---- | --- | --- | --- | --- | ---- | ---- | ---- | ----- |
| 2007     | F8-VII F8-VIIB | Ferrari 056 2.4 V8 | B    |                   | АВС  | МАЛ  | БАХ | ІСП | МОН  | КАН  | США | ФРА  | ВЕЛ  | ЄВР  | УГО  | ТУР | ІТА | БЕЛ | ЯПО | КИТ  | БРА  | 1    | 10    |
| 2007     | F8-VII F8-VIIB | Ferrari 056 2.4 V8 | B    | Адріан Сутіл      | 17   | Схід | 15  | 13  | Схід | Схід | 14  | 17   | Схід | Схід | 17   | 21† | 19  | 14  | 8   | Схід | Схід | 1    | 10    |
| 2007     | F8-VII F8-VIIB | Ferrari 056 2.4 V8 | B    | Крістіян Альберс  | Схід | Схід | 14  | 14  | 19†  | Схід | 15  | Схід | 15   |      |      |     |     |     |     |      |      | 1    | 10    |
| 2007     | F8-VII F8-VIIB | Ferrari 056 2.4 V8 | B    | Маркус Вінкельгок |      |      |     |     |      |      |     |      |      | Схід |      |     |     |     |     |      |      | 1    | 10    |
| 2007     | F8-VII F8-VIIB | Ferrari 056 2.4 V8 | B    | Сакон Ямамото     |      |      |     |     |      |      |     |      |      |      | Схід | 20  | 20  | 17  | 12  | 17   | Схід | 1    | 10    |
| Джерело: |                |                    |      |                   |      |      |     |     |      |      |     |      |      |      |      |     |     |     |     |      |      |      |       |

Примітки
- † – Пілоти, що не фінішували на гран-прі, але були класифіковані, оскільки подолали понад 90 % дистанції.

## Зовнішні посилання
- Spyker F1 Team Official Website
- Official Spyker F1 Fansite